# Мончинцы (Хмельницкая область)
Мончинцы (укр. Мончинці) — село в Хмельницком районе Хмельницкой области Украины.
Население по переписи 2001 года составляло 329 человек. Почтовый индекс — 31052. Телефонный код — 3855. Занимает площадь 1,369 км². Код КОАТУУ — 6822789203.

## Местная власть
31000, Хмельницкая обл., Хмельницкий р-н, г. Красилов, пл. Независимости, 2